# Tzipora Obziler
Tzipora Obziler (født 19. april 1973 i Tel Aviv, Israel) er en tidligere kvindelig professionel tennisspiller fra Israel.
Tzipora Obziler højeste rangering på WTA single rangliste var som nummer 75, hvilket hun opnåede 9. juli 2007. I double er den bedste placering nummer 149, hvilket blev opnået 10. april 2000.